# Iglesia de San Bartolomé (Puelles)
La iglesia de San Bartolomé de Puelles está situada en el concejo de Villaviciosa, Asturias. 
En este templo se conserva una ventana bífora prerrománica de un antiguo templo de la zona.